# Episodi di Armstrong Circle Theatre (sesta stagione)
La sesta stagione della serie televisiva Teatro di Armstrong (Armstrong Circle Theatre) è stata trasmessa in anteprima negli Stati Uniti d'America dalla NBC tra il 27 settembre 1955 e il 1956.
In Italia questa stagione è stata trasmessa da Telecapri News dal 29 marzo al 17 giugno 2011. Anche questa data gli episodi originali furono sostituiti sia Episodio 6x20 e Episodio 6x21 come nel palinsesto, trasmessi rispettivamente il 15 e 17 giugno dello stesso anno.
| nº | Titolo originale                              | Titolo italiano | Prima TV USA      | Prima TV Italia |
| -- | --------------------------------------------- | --------------- | ----------------- | --------------- |
| 1  | The Strange War of Sergeant Krezner           |                 | 27 settembre 1955 | 29 marzo 2011   |
| 2  | Lost $2 Billion: The Story of Hurricane Diane |                 | 11 ottobre 1955   |                 |
| 3  | Minding Our Own Business                      |                 | 1º novembre 1955  |                 |
| 4  | Saturday Visit                                |                 | 15 novembre 1955  |                 |
| 5  | The Town That Refused to Die                  |                 | 29 novembre 1955  |                 |
| 6  | I Was Accused                                 |                 | 13 dicembre 1955  |                 |
| 7  | Nightmare in Red                              |                 | 27 dicembre 1955  |                 |
| 8  | Ward Three: Four P.M. to Midnight             |                 | 10 gennaio 1956   |                 |
| 9  | Episodio 6x09                                 |                 | 1956              |                 |
| 10 | The Third Ear                                 |                 | 7 febbraio 1956   |                 |
| 11 | Terror at My Heels                            |                 | 21 febbraio 1956  |                 |
| 12 | Man in Shadow                                 |                 | 6 marzo 1956      |                 |
| 13 | Five Who Shook the Mighty                     |                 | 20 marzo 1956     |                 |
| 14 | A Baby Named X                                |                 | 3 aprile 1956     |                 |
| 15 | The Case of Colonel Petrov                    |                 | 17 aprile 1956    |                 |
| 16 | Seventy-three Seconds into Space              |                 | 1º maggio 1956    |                 |
| 17 | Devil at the Door                             |                 | 15 maggio 1956    |                 |
| 18 | The Second Family                             |                 | 29 maggio 1956    |                 |
| 19 | H.R. 8438: The Story of a Lost Boy            |                 | 12 giugno 1956    |                 |
| 20 | Episodio 6x20                                 |                 | 1956              | 15 giugno 2011  |
| 21 | Episodio 6x21                                 |                 | 1956              | 17 giugno 2011  |